# Setas de Sevilla
Metropol Parasol, conocido popularmente como Setas de Sevilla, es una estructura en forma de pérgola de madera y hormigón ubicada en la céntrica plaza de la Encarnación de la ciudad de Sevilla, en la comunidad autónoma de Andalucía (España). Cuenta con unas dimensiones de 150 metros de largo, 70 metros de ancho y una altura aproximada de 26 metros. Su base alberga un mercado tradicional y locales de restauración en la planta baja, una plaza de espectáculos y el museo arqueológico Antiquarium. La estructura se corona con un espacio para eventos, terraza y un mirador que ofrece una vista panorámica del casco antiguo de la ciudad.
La obra, compuesta principalmente de madera laminada, está formada por una gran retícula en forma de parasol sostenida sobre seis pilares que abarcan tanto la plaza de la Encarnación como la Plaza Mayor de la ciudad. Cada una de sus costillas componen una distribución espacial donde cada nervadura ofrece una curvatura propia, lo cual aporta al conjunto una sensación de movimiento ondulatorio. Aunque su diseño está inspirado en las bóvedas de la Catedral de Sevilla, por su perfil fungiforme, pronto recibió por parte de los ciudadanos el nombre de ‘Las Setas’.
El proyecto fue el ganador de un concurso abierto por el Ayuntamiento de Sevilla para llevar a cabo la rehabilitación de la plaza en la que se ubica. Su diseñador fue el arquitecto berlinés Jürgen Mayer. Por su diseño vanguardista y funciones turísticas, se ha convertido en un icono del centro histórico y de la ciudad de Sevilla. En enero de 2003, el espacio Metropol Parasol fue elegido, entre los 335 proyectos candidatos, como uno de cinco proyectos finalistas del Premio de Arquitectura Contemporánea Mies van der Rohe que conceden bianualmente la Unión Europea y la fundación Fundación Mies van der Rohe.
Las obras comenzaron el 26 de junio de 2005. Las múltiples dificultades que surgieron sobre las obras produjeron controversias y retrasos que triplicaron el coste previsto de la obra hasta llegar a los 100 millones de euros. Finalmente, el Metropol Parasol fue inaugurado el 27 de marzo de 2011 y desde entonces se ha consolidado como uno de los principales atractivos turísticos de la ciudad, que alcanzó el millón de visitantes en su primer año de existencia.

## Antecedentes

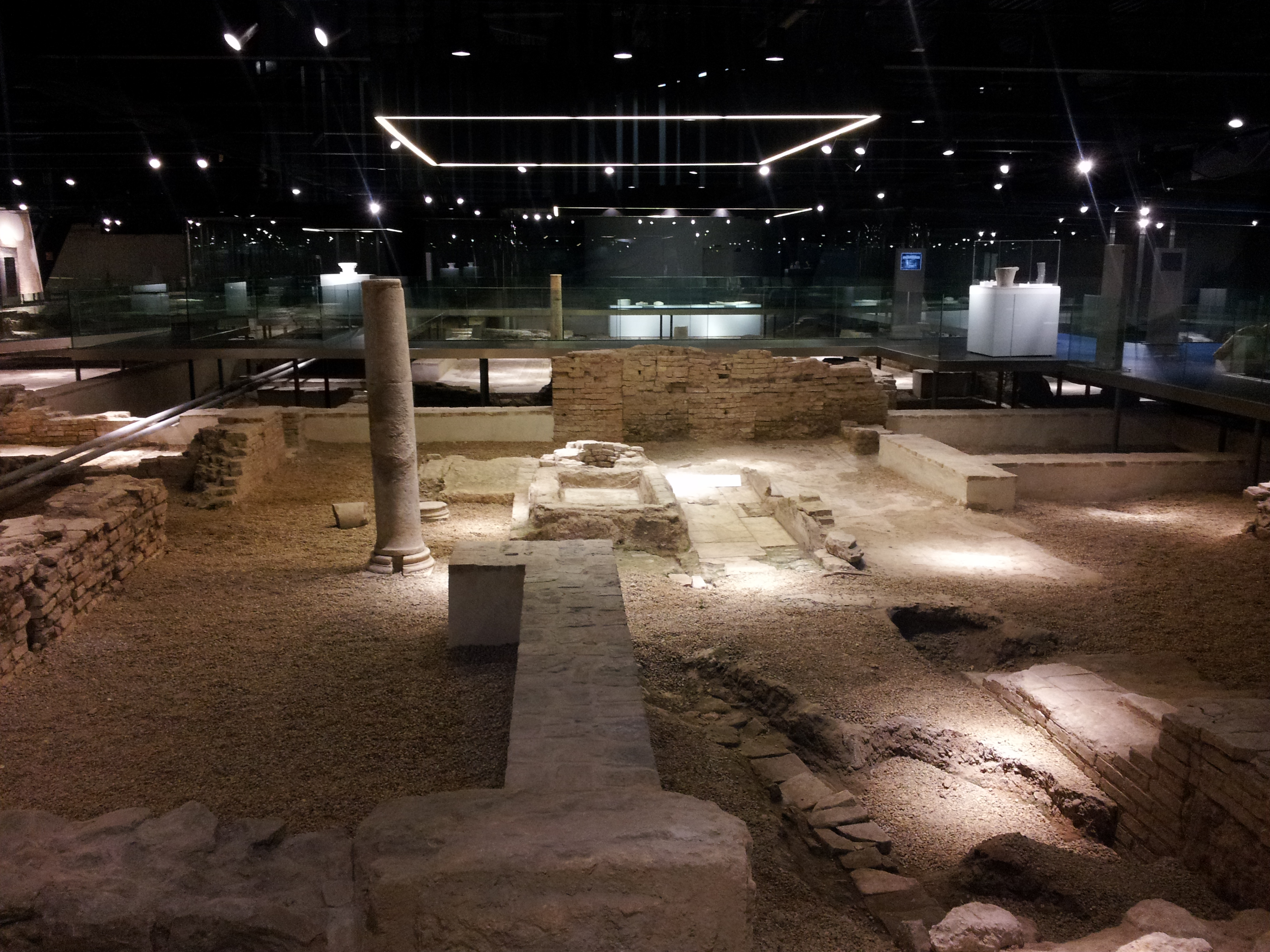
Restos arqueológicos situados bajo Metropol Parasol, que conforman el Museo Antiquarium.

La plaza de la Encarnación había tenido desde el siglo XIX un gran mercado de abastos conocido como 'Mercado de la Encarnación', que fue demolido parcialmente en 1948 debido al replanteamiento urbanístico de la zona. La parte que se mantuvo de ese mercado fue derruida definitivamente en 1973 a causa de su estado ruinoso. Dicho solar permaneció inutilizado hasta la década de 1990, cuando el Ayuntamiento de Sevilla proyectó construir en él un gran aparcamiento subterráneo que incluía la rehabilitación del espacio para reconstruir el mercado de abastos.
Durante la excavación, fueron descubiertos importantes restos arqueológicos correspondientes a los periodos romano y andalusí de la ciudad, por lo que las obras fueron paralizadas tras haber invertido en ellas 14,6 millones de euros. En 2003, La Comisión de Patrimonio Histórico, de la Delegación Provincial de Cultura exigió la conservación «in situ» de los restos arqueológicos y un año después en 2004 el ayuntamiento decidió poner en valor de nuevo el espacio, para lo que llevó a cabo un concurso público de carácter internacional con el fin de recibir ideas y proyectos que reorganizasen el espacio en el que se incluyese un mercado de abastos, una plaza pública y además un espacio destinado a crear un museo en el que se conservasen los restos arqueológicos hallados.
La idea del concurso era crear una estructura que funcionara como plaza pública, pero que pudiera contener también un mercado, un museo arqueológico y una zona multifuncional. El objetivo último era crear en el corazón de Sevilla un hito icónico que ofreciera un perfil renovador y futurista que se convirtiera por sí mismo en un atractivo turístico.
Al concurso se presentaron 65 proyectos, de entre los cuales el jurado eligió el denominado «Metropol Parasol», del arquitecto berlinés Jürgen Mayer. La construcción de la estructura comenzó en 2005, aunque por su gran magnitud y elevado coste estuvo sometida a múltiples dificultades técnicas y controversias.

## Construcción
Las obras del proyecto comenzaron el 26 de junio de 2005. En 2007, cuando estaba prevista la finalización de la construcción y solo se habían levantado las estructuras de hormigón de los seis núcleos verticales, la empresa de ingeniería Arup, consultora del proyecto presentó un informe al ayuntamiento que ponía en duda la viabilidad técnica del diseño aprobado ya que la compleja estructura de secciones de proyecciones longitudinales era incapaz de soportar los pesos y tensiones de la estructura. Este documento no se hizo público por el gobierno municipal del alcalde Sánchez Monteseirín hasta dos años después, cuando ya se había encontrado una solución técnica novedosa que permitiese la continuación del proyecto, que pasó por modificar la estructura de los parasoles sustituyendo el metal por madera laminada de abedul de Finlandia, Estos cambios supusieron un incremento de 25,8 millones de euros en su coste hasta alcanzar los 100,6 millones de euro.
En 2010, cuando las obras estaban avanzadas hasta un 80%, Juan Ignacio Zoido, candidato a la alcaldía de la ciudad, presentó una propuesta que prescindía de la estructura de madera de la cubierta y de cuatro de las seis setas del proyecto, las que actualmente se encuentran próximas a calles Regina y José Gestoso y las dos cercanas a la calle Puente y Pellón, a cambio de poder abrir las instalaciones con mayor prontitud y el ahorro de 20 millones de euros. Finalmente, el 27 de marzo de 2011 la estructura fue inaugurada por el alcalde de la ciudad, Alfredo Sánchez Monteseirín. 

## Incidencia social y económica
Según dos investigaciones realizadas en la Universidad de Sevilla, las Setas, desde su inauguración, han tenido un impacto muy positivo en la vida social y económica del entorno, que ha permitido la creación de una amplia oferta comercial y cultural y lo han convertido en uno de los espacios icónicos de la ciudad y el tercer monumento más visitado de la ciudad. Los estudios de los mapas de calor indican igualmente señalan que se ha erigido como un enclave destacado de concentración de personas dentro de la ciudad.
Los mismos estudios identifican que el retorno económico de la obra hasta 2022 ha sido de 154 millones de euros, que significa que cada euro público invertido en su construcción generó un euro adicional de ingresos para la ciudad en ese tiempo. Las Setas habrían cumplido también uno de los objetivos marcados del proyecto, que era la expansión del espacio turístico hacia las zonas centro y norte de la ciudad descentralizando los puntos de interés de los viajeros.

## Reconocimientos arquitectónicos
La estructura fue alabada por múltiples publicaciones especializadas. En enero de 2013, el espacio Metropol Parasol fue elegido como uno de cinco proyectos finalistas, entre los 335 proyectos candidatos, del Premio de Arquitectura Contemporánea Mies van der Rohe que conceden bianualmente la Unión Europea y la fundación Fundación Mies van der Rohe.
En 2021, el portal TDFK Trendyfikation elaboró una lista de las 13 obras arquitectónicas más destacadas del planeta, situando al Metropol Parasol en el puesto número 10.

## Descripción y diseño

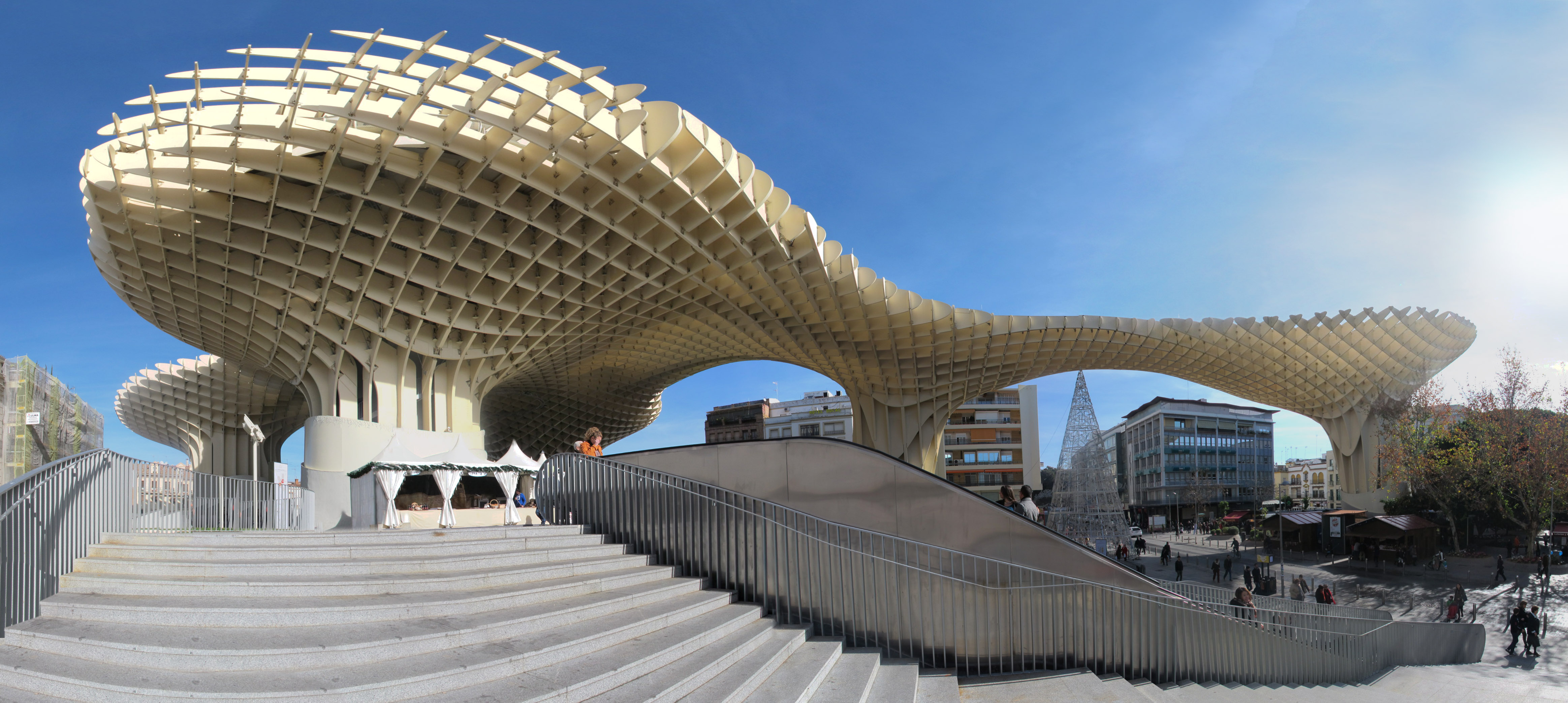
Vista panorámica del Metropol Parasol.

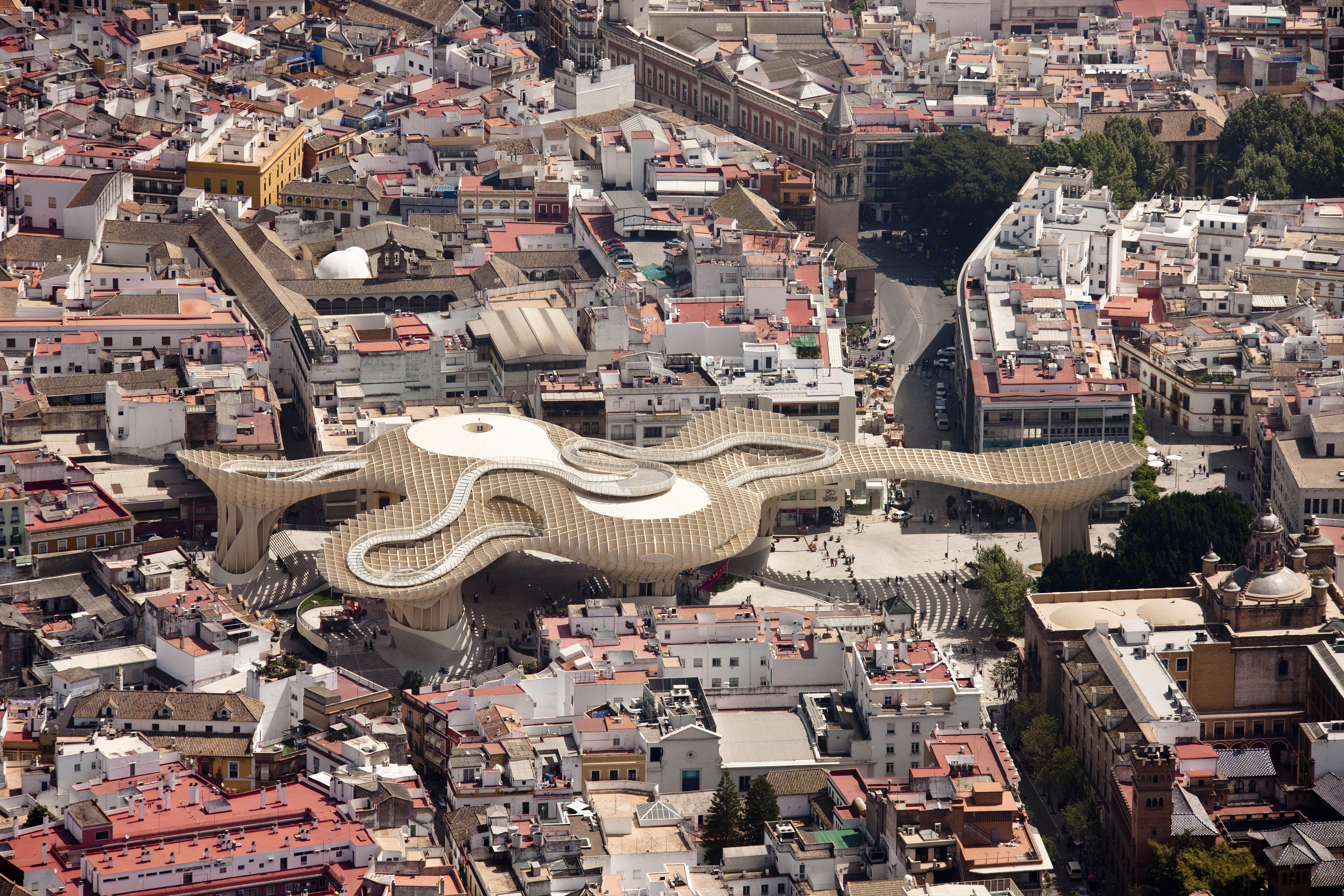
Vista aérea de las Setas.

El Metropol Parasol consiste en seis parasoles de grandes dimensiones compuestos de madera laminada que descansan a 26 metros de altura sobre pilares cilíndricos retroiluminados y dos columnas de hormigón bajo las cuales se albergan los ascensores que dan acceso al mirador. Las partes altas de cada parasol se entrelazan formando una única cubierta. 
Su estructura cubre tanto la plaza de la Encarnación como la Plaza Mayor, dando al conjunto una extensión de aproximadamente 3500 metros cuadrados. Su arquitectura vanguardista y característico diseño, de aspecto ondulatorio se inspira en el diseño de las bóvedas de la catedral de Sevilla y en los ficus macrophylla de la adyacente plaza del Cristo de Burgos.
Debido a que el perfil de la estructura recuerda al de un conjunto de setas, los ciudadanos pronto empezaron a llamarla popularmente «Las Setas». Este hecho llevó a que en 2013 se decidiese hacer oficial el apodo y rotular la obra con la marca comercial «Setas de Sevilla».
El conjunto dispone de cuatro niveles en total: El nivel superior, compuesto por un paseo de hormigón que recorre la mayor parte de la estructura de los parasoles se corona con un gran mirador que ofrece a los visitantes una vista panorámica de la ciudad. Justo debajo, las dos secciones más grandes del conjunto, a 22 metros de altura, acogen un espacio para evento y un recorrido panorámico que también hace las veces de acceso al mirador.
Bajo la estructura del Metropol Parasol se encuentra la Plaza Mayor, un gran espacio diáfano y elevado, cobijado bajo la sombra de los parasoles, que se encuentra conectado mediante una gran escalinata con la plaza de la Encarnación. Dicho espacio multifuncional se utiliza para albergar eventos y también conforma un espacio comercial de locales y restaurantes entre los cuales se encuentra el Mercado de la Encarnación, la zona de abastos heredera de la que hubo en el mismo lugar durante el siglo XIX.
El sótano de la Plaza Mayor alberga el museo Antiquarium de Sevilla, en el cual se exhiben los restos arqueológicos hallados durante las excavaciones iniciales que preveían realizar un aparcamiento subterráneo en la zona y que corresponden a los periodos romano y andalusí de la capital hispalense. El Antiquarium fue proyectado por el arquitecto sevillano Felipe Palomino González, que participó en toda la dirección de obra del proyecto mayor. El sótano también alberga un distribuidor subterráneo que sirve de acceso a los ascensores que dan acceso a la parte superior de la estructura.

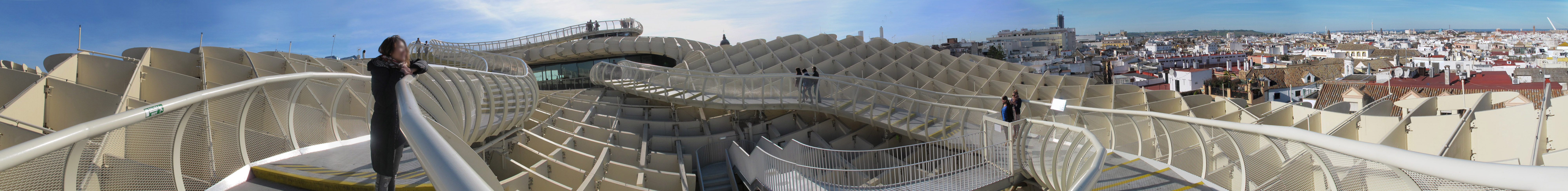
Panorámica de la estructura de los parasoles y la ciudad vistos desde el paseo situado en el nivel superior.